# Cristina Flutur
Cristina Flutur est une actrice roumaine de cinéma et de théâtre. 
Elle obtient  le Prix d'interprétation féminine au Festival de Cannes 2012 pour son role dans le film Au-delà des collines, réalisé par Cristian Mungiu.

## Biographie
Elle a décidé d'étudier l'art dramatique à l'université de Cluj-Napoca et a la fin de ses études, elle a commencé une carrière théâtrale au sein du Théâtre national Radu Stanca à Sibiu, où elle a joué des œuvres classiques et modernes. Son activité théâtrale lui a donné l'occasion de participer à plusieurs tournées internationales.

## Filmographie
- 2012 : Au-delà des collines de Cristian Mungiu
- 2014 : Résistance (mini-série télévisée) de Dan Franck
- 2015 : Raisa (court-métrage) de Pavel Cuzuioc
- 2016 : Fragments of Gabi (court-métrage) de Jaro Minne
- 2017 : La Particule humaine de Semih Kaplanoglu
- 2017 : Hawaii de Jesus del Cerro
- 2018 : When I Die the World Ends (court-métrage) de Jennifer Rainsford
- 2018 : Just One More (court-métrage) de Valeriu Andriuta
- 2018 : Thou shalt not kill de Catalin Rotaru & Gabi Virginia Sarga
- 2019 : Carturan de Liviu Sandulescu
- 2020 : Villetta con ospiti de Ivano de Matteo
- 2022 : Une femme de notre temps de Jean-Paul Civeyrac

## Distinctions
- Festival de Cannes 2012 : Prix d'interprétration féminine (ex æquo avec Cosmina Stratan) pour Au-delà des collines.